# Marc Durant
Pour les articles homonymes, voir Durant.
Marc Durant est un coureur cycliste français né le 14 juin 1955 à Saint-Sulpice-le-Guérétois (Creuse). Il est professionnel de 1979 à 1987.

## Biographie
Marc Durant participe à cinq Tours de France entre 1981 et 1985,. Il obtient sa meilleure place en 1983, où il termine 30e du classement général.
Il est directeur sportif de l'équipe Agrigel-La Creuse en 1996.

## Palmarès

### Amateur
- Amateur
  - 1970-1979 : 70 victoires
- 1977
  - Circuit des Monts du Livradois
  - Circuit de la Vallée de la Creuse
  - 2e des Boucles du Tarn
  - 3e du Tour d'Émeraude
  - 3e du Circuit des Boulevards
  - 3e du championnat du Limousin sur route
- 1978
  -  Champion de France militaires sur route
  - 12e étape du Tour de l'Avenir
  - 2e du Tour du Loiret
  - 3e du championnat du Limousin sur route

### Professionnel
- 1980
  - 2e étape du Tour de l'Aude
- 1981
  - 3e de Châteauroux-Limoges
- 1982
  - 9e de Bordeaux-Paris
  - 9e du Tour d'Espagne
- 1983
  - 6e de Bordeaux-Paris
- 1984
  - 1re étape du Grand Prix du Midi libre
  - 2e du Grand Prix du Midi libre
  - 10e de Bordeaux-Paris

## Résultats sur les grands tours

### Tour de France
5 participations
- 1981 : 92e
- 1982 : 62e
- 1983 : 30e
- 1984 : 37e
- 1985 : 64e

### Tour d'Espagne
2 participations
- 1982 : 9e
- 1985 : 42e